# Hamilton (Bermuda)
 For alternative betydninger, se Hamilton. (Se også artikler, som begynder med Hamilton)
Hamilton er hovedstaden i Bermuda. Selvom der findes et sogn med samme navn er byen Hamilton i Pembroke Sogn. Byen er opkaldt efter Bermudas første hersker Sir Henry Hamilton.
På trods af at det er Bermudas administrative hovedstad, har Hamilton kun en fastboende befolkning på 3.686(2010)indbyggere. Hamilton er den eneste inkorporerede by i Bermuda, men byen er faktisk mindre end den historiske by St. George. En mere repræsentativ vurdering af Bermudas befolkning er ofte efter sogn.

## Historie
Hamiltons historie begyndte i 1790, hvor Bermudas regering satte 587,000 m² land af til regeringens fremtidige sæde. Byen blev officielt indlemmet i 1793.
- Rådhuset i Hamilton.
- Katedralen i Hamilton.